# Bernard Huijbers

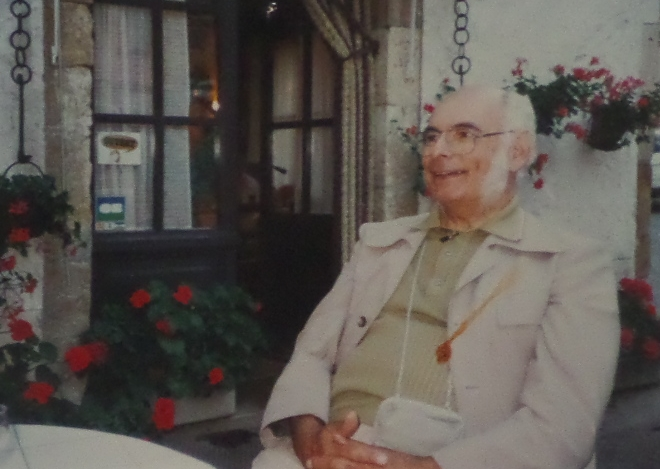
Bernard Huijbers

Bernard Maria Huijbers (* 24. Juli 1922 in Rotterdam; † 15. April 2003 in Espeilhac, Roussennac, Frankreich) war ein niederländischer Komponist, Kirchenmusiker und (bis 1973) Priester und Jesuit.
Lange Zeit war er Musiklehrer am Jesuitenkolleg in Amsterdam. Bekannt wurde er auch in Deutschland durch seine Vertonungen von Liedtexten von Huub Oosterhuis, damals ebenso Jesuit. Bis heute werden ihre Lieder gesungen. In den frühen 1960er Jahren war Huijbers mit seiner Musik in niederländischer Sprache vor allem von dem beeinflusst worden, was er bei seinem französischen Mitjesuiten, Lebensaltersgenossen und Musikerkollegen Joseph Gelineau (1920–2008) schon vorgefunden hatte.
In den 1980er Jahren scheiterte die Zusammenarbeit der beiden ehemaligen Jesuiten Huijbers und Oosterhuis. Huijbers konnte sich  weder in Texten als Du und Gott noch in biblischen Texten wiederfinden; seine untheistische und unchristliche Spiritualität war von da an geprägt vom All, von der Gänze, dem Sternstaub und dem Bestehen, das alles Leben auf der Erde umfasst. Mit seiner Frau zog er sich nach Südfrankreich zurück, auf einen Bauernhof, den sie Contre l’Église („Gegen die Kirche“) nannten. Dort schrieb er noch viele Lieder, für die er selbst und andere in seinem Geist die Texte schrieben.
Für Huijbers und Oosterhuis trennten sich die Wege. Auch Oosterhuis schrieb seitdem noch hunderte Lieder, die von Antoine Oomen (* 1945) und Tom Löwenthal (* 1954) vertont wurden, zwei der musikalischsten Schüler Huijbers’.

## Kompositionen in Gesangbüchern
- Ich steh vor dir mit leeren Händen, Herr (1961), Text original Ik sta voor u von Huub Oosterhuis (1966), übersetzt von Lothar Zenetti: Gotteslob Nr. 422; Evangelisches Gesangbuch 382; mit anderer Übersetzung von Peter Pawlowsky in: Gesangbuch der Evangelisch-methodistischen Kirche 278
- Sei hier zugegen, Licht unsres Lebens (Litanei von der Gegenwart Gottes): Gotteslob Nr. 557

## Bücher (Auswahl)
- St. Kapistran-Messe (1955) [Musik: B. Huijbers et al.; Texte: H. P.; übers. aus dem Niederländischen]
- Du bist der Atem meiner Lieder (Gesänge von Huub Oosterhuis und Bernard Huijbers; Übertragen ins Deutsche von Peter Pawlowsky). Freiburg, Christophorus-Verlag, 1976. ISBN 3-419-50567-1
- Mitten unter uns. Texte: Huub Oosterhuis. Bernard Huijbers [et al.] (Musik): Gesänge zur Advent und Weihnachten; Antoine Oomen (Musik): Eine [sic!] kleines Weihnachtsoratorium. Amsterdam, Stichting Leerhuis & Liturgie, 1993. CD & Buch